# Kyriakos Gouventas
Kyriakos Gouventas (* 1966 oder 1967 in Thessaloniki) ist ein griechischer Violinist.
Gouventas studierte Violine am staatlichen Konservatorium seiner Geburtsstadt. Er arbeitet mit dem staatlichen Orchester von Thessaloniki und verschiedenen kammermusikalischen Ensembles und ist Mitglied des städtischen Ensembles für traditionelle Musik. 
Gouventas tritt häufig mit Vertretern der traditionellen griechischen Musik auf und ist Mitglied der von Kostas Vomvolos geleiteten Gruppe Primavera en Salonico. Er wirkte an mehr als sechzig Alben (u. a. mit Lizeta Kallimeri, Savina Yannatou und Kostas Pavlidis) mit und spielte Rembetiko mit dem Sänger Maryo. Außerdem ist er Gründungsmitglied des Folk-Orchesters Estudiantina.